# Karang Anyar (Kalibening)
Karang Anyar is een bestuurslaag in het regentschap Banjarnegara van de provincie Midden-Java, Indonesië. Karang Anyar telt 2162 inwoners (volkstelling 2010).